# Драфт розширення НБА 2004
Драфт розширення для набирання команди Шарлот Бобкетс, 30-ї франшизи НБА, відбувся 22 червня 2004 року. Бобкетс вибрали 19 баскетболістів з незахищених списків гравців інших команд і побудували команду для свого першого в НБА сезону 2004-2005.
Це був другий драфт розширення для франшизи з міста Шарлотт (перший відбувся 1988 року), яка, починаючи з сезону 2014–2015 виступає під назвою Горнетс. Заснована 1988 року команда напередодні сезону 2002–2003 переїхала до Нью-Орлеана, але зберігала за собою назву Горнетс до плей-оф 2012, а потім стала називатися Нью-Орлінс Пеліканс. Історія франшизи Шарлотт перервалася на два сезони[a], перед тим, як 2004 року було засновано команду розширення під назвою Бобкетс. Її перейменовано на Горнетс перед сезоном, коли Пеліканс відмовилися від прав на назву Горнетс.

## Драфт
| Pos.    | G        | F       | C         |
| Позиції | Захисник | Форвард | Центровий |

| + | Позначає гравців, які взяли участь принаймні в одній грі матчу всіх зірок НБА |

| Гравець                | Поз. | Громадянство            | Попередня команда       | роки в НБА[a] | Кар'єра в складі цієї франшизи[b] | посилання. |
| ---------------------- | ---- | ----------------------- | ----------------------- | ------------- | --------------------------------- | ---------- |
| Лонні Бакстер[FA]      | F    | США                     | Вашингтон Візардс       | 2             | 2006                              | [ 3 ]      |
| Джей Ар Брумер[FA]     | G    | Боснія і Герцеговина[d] | Голден-Стейт Ворріорс   | 2             | —[c]                              | [ 4 ]      |
| Прімож Брезец          | C    | Словенія                | Індіана Пейсерз         | 3             | 2004–2007                         | [ 5 ]      |
| Моріс Картер[FA]       | G    | США                     | Нью-Орлінс Горнетс      | 1             | —[c]                              | [ 6 ]      |
| Предраг Дробняк[A]     | C    | Чорногорія[e]           | Лос-Анджелес Кліпперс   | 3             | —[c]                              | [ 7 ]      |
| Десмонд Фергюсон[FA]   | G/F  | США                     | Портленд Трейл-Блейзерс | 1             | —[c]                              | [ 8 ]      |
| Маркус Файзер[FA]      | F    | США                     | Чикаго Буллз            | 4             | —[c]                              | [ 9 ]      |
| Річчі Фрам[FA]         | G    | США                     | Сіетл Суперсонікс       | 1             | —[c]                              | [ 10 ]     |
| Брендон Гантер         | F    | США                     | Бостон Селтікс          | 1             | —[c]                              | [ 11 ]     |
| Джейсон Капоно         | F    | США                     | Клівленд Кавальєрс      | 1             | 2004–2005                         | [ 12 ]     |
| Заза Пачулія[C]        | C    | Грузія                  | Орландо Меджик          | 1             | —[c]                              | [ 13 ]     |
| Александар Павлович[D] | G/F  | Сербія[f]               | Юта Джаз                | 1             | —[c]                              | [ 14 ]     |
| Джамал Семпсон         | F/C  | США                     | Лос-Анджелес Лейкерс    | 2             | 2004–2005                         | [ 15 ]     |
| Тамар Слей[FA]         | G    | США                     | Нью-Дже́рсі Нетс         | 2             | 2004–2005                         | [ 16 ]     |
| Терон Сміт             | F    | США                     | Мемфіс Ґріззліс         | 1             | 2004–2005                         | [ 17 ]     |
| Джефф Трепаньєр[FA]    | G    | США                     | Денвер Наггетс          | 3             | —[c]                              | [ 18 ]     |
| Джеральд Воллес+       | F    | США                     | Сакраменто Кінґс        | 3             | 2004–2011                         | [ 19 ]     |
| Джагіді Вайт[B]        | F/C  | США                     | Фінікс Санз             | 6             | 2004–2005                         | [ 20 ]     |
| Лорен Вудс[FA]         | F/C  | США                     | Маямі Гіт               | 3             | —[c]                              | [ 21 ]     |

## Нотатки
- 2014 року команда Горнетс драфту 2004 приєднала історію і здобутки оригінальної команди Горнетс 1988–2002 років як частину угоди з НБА і Пеліканс. Здобутки 2002–2013 років залишилися за франшизою Пеліканс.[22]
- FA  Позначає гравця, який став би обмеженим вільним агентом у сезоні 2004. За правилами драфту розширення, обмежений вільний агент, обраний на драфті розширення, від першого липня 2004 року стане необмеженим вільним агентом.
- a  Кількість років, яку баскетболіт провів у НБА перед драфтом
- b  Кар'є ра з командому, створеною на драфті розширення
- c  Не зіграв за франшизу жодної гри
- d  Джей Ар Брумер народився в США, але став натуралізованим громадянином Боснії і Герцеговини. Він грав за збірну Боснії і герцеговини.[23]
- e  Предраг Дробняк раніше грав за збірну Сербії і Чорногорії, але став представляти збірну Чорногорії коли Сербія і Чорногорія в червні 2006 року розпалась на дві незалежні країни.
- f  Александар Павлович раніше грав за збірну Сербії і Чорногорії, але став представляти збірну Сербії коли Сербія і Чорногорія в червні 2006 року розпалась на дві незалежні країни.

## Угоди

### Угоди перед драфтом
До дня драфту відбулись такі угоди між командами, результатом яких став обмін майбутніми драфт-піками, разом з особливими угодами щодо драфту розширення.
- A  Шарлот Бобкетс придбали другий драфт-пік на драфті 2004 і погодились вибрати Предрага Дробняка на драфті розширення від Лос-Анджелес Кліпперс в обмін на четвертий і 33-й драфт-піки на драфті 2004.[24]
- B  Шарлот Бобкетс погодилися вибрати Джагіді Вайта від Фінікс Санз в обмін на майбутній драфт-пік першого раунду і грошову винагороду.[25]

### Угоди під час драфту
У день драфту відбулись такі угоди, які включали задрафтованих гравців.
- C  Шарлот Бобкетс передали Александара Павловича в Клівленд Кавальєрс в обмін на майбутній драфт-пік першого раунду.[26]
- D  Шарлот Бобкетс передали Зазу Пачулію в Мілвокі Бакс в обмін на 46-й пік на драфті 2004.[26]